# نموذج العوامل الستة للرفاه النفسي
نموذج العوامل الستة للرفاه النفسي هو نظرية طورتها عالمة النفس كارول ريف لكي تحدد ست عوامل تحدد رفاهية الفرد النفسية، اطمئنانه، وسعادته. ينطوي الرفاه النفسي على العلاقات الإيجابية مع الآخرين، التمكن الشخصي، الاستقلالية، الشعور بالهدف والمعنى في الحياة، والنمو والتطور الشخصي. يصل المرء إلى حالة الرفاه النفسي إذا وصل لحالة اتزان تتأثر بأحداث الحياة الصعبة والمجزية.

## العوامل الستة
لم يستند نموذج رايف على محض الشعور بالسعادة، بل على أخلاقيات أرسطو النيقوماخية، حيث لا يكون هدف الحياة الإحساس الجيد، بل العيش وفقا للفضيلة. تعتبر العوامل الستة التالية أساسية في تحديد الرفاه النفسي:
1. تقبل الذات.
2. النمو الشخصي.
3. الحياة الهادفة.
4. التمكن البيئي.
5. الاستقلالية.
6. العلاقات الإيجابية مع الآخرين.

## القياس
يتكون استبيان رايف للقياس النفسي من قوائم ذات صيغتين (إما من نوع 54 فقرة أو 84 فقرة)، ويقيّم أفراد العينة من خلالها البيانات على مقياس يبدأ من 1 إلى 6، حيث يمثل الواحد معارضة شديدة وتمثل الستة اتفاقا شديدا. يعتمد مقياس رايف على ستة عوامل، أهمها الاستقلالية، التمكن البيئي، النمو الشخصي، العلاقات الإيجابية مع الآخرين، الحياة الهادفة، وتقبل الذات. تدل النتائج العالية الشاملة على رفاه نفسي عال. وفيما يلي تفسيرات لكل معيار ومثال لجواب على استبيان رايف لقياس كل معيار:
1. الاستقلالية: يدل إحراز نتيجة عالية في هذا الاختبار على أن المجيب مستقل وينظم سلوكه أو سلوكها بشكل مستقل عن الضغوط الاجتماعية. من أمثلة الأجوبة على هذا المعيار: «لدي ثقة في آرائي، حتى لو كانت معارضة للوعي الجمعي».[3]
2. التحكم البيئي: يدل إحراز نتيجة عالية في هذا الاختبار على أن المجيب متمكن من استخدام الفرص بكفاءة، ولديه حس تحكم في إدارة العوامل والأنشطة البيئية، بما في ذلك إدارة شؤونه اليومية وخلقه مواقفا لمنفعة حاجاته الشخصية. من أمثلة الأجوبة على هذا المعيار: «إنني أشعر في العموم بأنني مسؤول عن الموقف الذي أعيش فيه».[3]
3. النمو الشخصي: يدل إحراز نتيجة عالية في هذا الاختبار على أن المجيب يستمر في تطوير نفسه، مرحب بالخبرات الجديدة، وأنه مدرك للتحسن السلوكي والنفسي عبر الزمن. من أمثلة الأجوبة على هذا المعيار: «أظن أنه من المهم أن يعيش المرء خبرات جديدة تتحدى طريقة تفكيره حول نفسه وحول العالم».[3]
4. العلاقات الإيجابية مع الآخرين: يدل إحراز نتيجة عالية في هذا الاختبار على أن المجيب يشترك في علاقات جادة مع الآخرين، وتتضمن هذه العلاقات التعاطف، الألفة، والمودة المتبادلة. من أمثلة الأجوبة على هذا المعيار: «يصفني الناس على أنني إنسان معطاء، ومستعد لمشاركة وقتي مع الآخرين».[3]
5. الحياة الهادفة: يدل إحراز نتيجة عالية في هذا الاختبار على أن المجيب يملك هدفا محددا قويا ولديه قناعة بأن للحياة معنى. من أمثل الأجوبة على هذا المعيار: «بعض الناس يهيمون بلا هدف خلال حياتهم، لكنني لست منهم».[3]
6. تقبل الذات: يدل إحراز نتيجة عالية في هذا الاختبار على أن للمجيب موقفا إيجابيا تجاه نفسه. من أمثلة الأجوبة على هذا المعيار: «إنني أحب معظم جوانب شخصيتي».[3]

## التطبيقات والنتائج البحثية

### العوامل المساهمة

#### العوامل المساهمة بالإيجاب
ينتج الرفاه النفسي الإيجابي لأسباب عديدة. فالزواج السعيد، على سبيل المثال، عامل مساهم تماما كما تساهم وظيفة مرضية أو علاقة جادة مع شخص آخر. عندما يكون للتسامح، التوقعات المتفائلة، الأفكار الإيجابية تجاه الشريك، واللطف مكانا في الزواج، فإن الزواج يحسن الرفاه النفسي بشكل كبير. يمكن أن يكون الميل إلى التفاؤل غير الواقعي والتقييمات الذاتية شديدة المبالغة ذوي فائدة. فتلك الأوهام الإيجابية تكون مهمة بالتحديد عندما يتلقى المرء رد فعل سلبي تهديدي، حيث تسمح هذه الأوهام له بالتأقلم في هذه الظروف لحماية رفاهه النفسي وثقته الذاتية (تايلور وبراون، 1988). كما يمكن للتفاؤل أن يساعد المرء على التعامل مع الضغوط التي تواجه رفاهه.

### العوامل المساهمة بالسلب
يمكن للرفاه النفسي أن يتأثر بالسلب أيضا، كما هو الحال في بيئة عمل مهينة وغير مجزية، والالتزامات التي لا يتم الإيفاء بها، والعلاقات غير المُرضية. للتفاعلات الاجتماعية تأثير قوي على الرفاه، وللنتائج الاجتماعية السلبية تأثير يفوق تأثير النتائج الاجتماعية الإيجابية على الرفاه النفسي. تسبب التجارب الصادمة في الطفولة في إضعاف الرفاه النفسي بعد البلوغ، ويمكنها أيضا أن تضر المرونة النفسية عند الأطفال، المراهقين، والبالغين. كما تضعف الوصمة المحسوسة الرفاه النفسي أيضا، خصوصا عندما تتعلق الوصمة بالبدانة أو غيرها من الأمراض والإعاقات الجسدية الأخرى.

### الاحتياجات النفسية الخارجية والداخلية
أشارت دراسة أجريت في أوائل تسعينات القرن العشرين لدراسة العلاقة بين الرفاه النفسي وجوانب الأداء الإيجابي المطروحة في نموذج رايف إلى أن الأشخاص الذين يتطلعون إلى النجاح الاقتصادي بالمقارنة بالاندماج مع الآخرين، أو مع المجتمع، قد أحرزوا نتائج منخفضة في العديد من اختبارات الرفاه النفسي.
يمكن وصف الأفراد الذين يسعون إلى عيش حياة تتسم بالانتماء، الألفة، والمساهمة في مجتمعاتهم على أنهم يطمحون لاستيفاء احتياجاتهم النفسية الداخلية. وفي المقابل، يمكن وصف الأفراد الذين يسعون إلى الثراء والاعتراف المادي والاجتماعي، والشهرة، والجاذبية على أنهم يطمحون لاستيفاء احتياجاتهم النفسية الخارجية. ترتبط قوة طموحات المرء الداخلية (مقارنة بالخارجية)، كما يتبين من التصنيف حسب الأهمية، بمجموعة من الآثار النفسية. وقد وجد أن الارتباطات الإيجابية التي تشير إلى الرفاه النفسي هي: الوجدان الإيجابي، الحيوية، التحقق الذاتي. أما الارتباطات السلبية التي تشير إلى الشقاء النفسي فهي: الوجدان السلبي، الكآبة، والقلق.

### العلاقات مع الآخرين
في دراسة حديثة مؤكدة لمفهوم رايف عن الحفاظ على العلاقات الإيجابية مع الآخرين كوسيلة لعيش حياة ذات معنى، تمت مقارنة مستويات الرضا عن الحياة الذاتية والرفاه الذاتي (الوجدان الإيجابي والسلبي) التي أدلى بها الأفراد. وأشارت النتائج إلى أن الأفراد الذين تميل أفعالهم إلى مبدأ السعادة والازدهار (اليودايمونيا)، كما اتضح من إجاباتهم (مثل: «إنني أسعى للمواقف التي تتحدى مهاراتي وقدراتي»)، يمتلكون رفاها ذاتيا وشعورا بالرضا الحياتي بشكل أكبر، مقارنة بالأفراد الذين لا يميلون لذلك. وقد تم تجميع الأفراد وفقا لاختياراتهم واستراتيجياتهم التي يتخذونها تجاه السعادة، والتي حددتها إجاباتهم في استبيان عن التوجه نحو السعادة. يصف الاستبيان ويفرِّق بين الأفراد وفقا لثلاثة توجهات يمكن اتخاذها نحو السعادة، هذا على الرغم من أن بعض الأفراد لا يتخذون أيا منها. يصف توجه «المتعة» سبيلا نحو السعادة يتعلق بتبني أهداف تتعلق بمذهب المتعة لإرضاء حاجات المرء الخارجية. تصف توجهات الاندماج والمعنى سبيلا نحو السعادة يدمج بنيتين نفسيتين إيجابيتين: «التدفق/الاندماج» و«اليودايمونيا (السعادة)/المعنى». يرتبط كلا من الاتجاهين الآخرين أيضا بالتطامح نحو احتياجات داخلية للاندماج والمجتمع، وقد تم توحيدهما من قبل أنيش وتونشيش في مسار «سعادة» (eudaimonic) واحد، والذي أثار نتائج عالية على جميع مقاييس الرفاه النفسي والرضا الحياتي. كما قامت أيضا بإعداد مقاييس لتقييم الصحة العقلية. وقد نوقشت بنية هذا العامل، لكنه تسبب في توليد الكثير من الأبحاث عن الرفاه النفسي، الصحة، والشيخوخة الناجحة.

### قابلية التوريث
تعتبر الفروق الفردية في كل من السعادة (اليودايمونيا) الشاملة، التي تم تمييزها، بشكل فضفاض، بضبط النفس والفروق الفردية في مظاهر السعادة (اليودايمونيا)، قابلة للتوريث. فوفقا لإحدى الدراسات، وجد أن هناك 5 آليات جينية تتعلق بمظاهر رايف الخاصة بهذه السمات، مما يؤدي إلى بنية جينية خاصة باليودامونيا من حيث ضبط النفس، وأربعة آليات بيولوجية فرعية أخرى تختص بالقدرات النفسية الخاصة بالهدف، الأداء الفعّال، النمو، والعلاقات الاجتماعية الإيجابية.

### العلاج بالرفاه النفسي
وفقا لسليغمان، يجب ألا تأتي التدخلات الإيجابية التي تهدف إلى تحقيق تجربة إنسانية إيجابية على حساب تجاهل المعاناة، الضعف، والفوضى البشرية. تم تطوير طريقة علاج مبنية على عوامل رايف الستة بواسطة فافا وآخرين في هذا المجال.
ويعرفه (فافا وريني،2003) (WBT) هو إستراتيجية علاج نفسي جديدة تهدف إلى تعزيز الرفاه النفسي. يعتمد علاج الرفاه على الرفاهية النفسية، ويشمل ستة أبعاد: الاستقلال الذاتي، والنمو الشخصي، وإتقان البيئة، والغرض من الحياة، والعلاقات الإيجابية، وقبول الذات. الهدف من WBT هو تحسين مستويات ضعف المرضى من الرفاه النفسي وفقًا لهذه الأبعاد الستة (Fava & Ruini ، 2003)